# Evgueni Smurgis
Evgueni Pavlovitch Smurgis (en russe : Евгений Павлович Смургис), né le 19 août 1938 à Orenbourg, en Union soviétique, disparu dans la nuit du 14 au 15 novembre 1993 dans le pertuis de Maumusson, au large de La Tremblade, en France, est un aventurier et rameur soviétique, puis russe. 

## Biographie
Evgueni Smurgis est né en 1938 à Orenbourg, où son père, Pavel Fiodorovitch Smurgis, est pilote d'essai. Déterminé à faire le tour du monde, il commença son voyage en 1988 en compagnie de son fils Alexandre, depuis Dikson, au nord de la Sibérie. Il continua seul, depuis Londres jusqu'au pertuis de Maumusson, dans le golfe de Gascogne. Depuis le naufrage, le bateau est exposé dans le jardin du Musée maritime de La Tremblade, en Charente-Maritime.